# 程直方
程直方（1296年—？），字道大，号前村，元朝徽州婺源（今江西省婺源县）人。
南宋淳祐十一年辛亥（1251年）出生，幼年丧父，能自励，读书十年不下楼，研究精道德性命之学，通晓诸经，尤精深于《易经》。进入元朝，不再仕进。行部之人造请，敦请至学宫执礼受教。著书颇丰，易有《程氏启蒙易传》、《四圣一心》、《观易堂随笔》，书有《蔡传辨疑》，诗有《学诗笔记》。程直方与胡炳文都是东南大儒。